# 이고리 2세
이고리 2세(러시아어: И́горь О́льгович 이고리 올고비치[*], 우크라이나어: І́гор О́льгович 이호르 올호비치[*], 생년 미상 ~ 1147년 9월 19일)는 키예프 대공국의 대공(재위: 1146년)이다. 류리크 왕조 출신이다.

## 생애
체르니히우의 올레크 스뱌토슬라비치 공작의 아들로 태어났다. 1146년 자신의 형인 프세볼로트 2세의 뒤를 이어 키예프 대공으로 즉위했다. 그렇지만 키예프 주민들은 이자슬라프가 키예프 대공이 되어야 한다고 주장했다.
이고리와 이자슬라프 사이에 전쟁이 일어난 뒤에 키예프 주민들은 이자슬라프를 지지했고 이고리는 키예프 주민들에 의해 감옥에 갇히고 만다. 질병에 시달리면서 석방된 이고리는 수도원에 정착했고 병에서 회복된 뒤에도 수도원에 남았다.
1147년 올레크 가문이 이자슬라프를 살해하려는 계획이 포착되자 키예프 주민들은 이고리를 처형하기로 결정했다. 이고리는 교회에서 살해당했고 그의 시신은 시장에 매장되었다. 동방 정교회는 그를 성인으로 추대했다.
| 전임 프세볼로트 2세 | 키예프 대공 1146년 | 후임 이자슬라프 2세 |